# 皮先卡 (克拉斯諾赫拉德區)
49°23′26″N 35°25′46″E / 49.39056°N 35.42944°E
皮什昌卡（烏克蘭語：Піщанка）是位於烏克蘭東部的村莊，由哈爾科夫州别列斯京区的克拉斯諾赫拉德市鎮負責管轄。該村處於皮先卡河源頭附近，始建於1740年，面積12.55平方公里，海拔高度138米，2001年人口5,425。